# 三田友穂
三田 友穂（みた ゆうほ、1978年6月27日 - ）は、日本の元AV女優。東京都出身。1990年代末にデビューした。伊藤 千夏及び伊東 千夏（いとう ちなつ）名義で女優、グラビアモデルとして活動後、引退。
伊藤千夏、伊東千夏名義でのプロフィールは「1979年8月28日生まれ、山口県出身」としており、公称サイズも異なっている。

## 経歴
1998年2月、「伊藤千夏」としてオリジナルビデオ『はやく起きてヨ!』（ミュージアム）でデビュー。共演した吉田里深、松田千奈、宮内知美ら人気アイドルを差し置いての主演だった。しかし同月、「三田友穂」名義のAVデビュー作、『ブレイク・キッス』(アリスJAPAN)が発売されると、より多くの注目を集めた。その後2000年にかけては「三田友穂」名義でのAV女優としての活動が主体となった。
「ビデオ情報」の1998年8月号で三田友穂完全カタログとして特集された。AVでの活動は2000年3月に発売された『真・伝説崩壊 三田友穂引退。』をもって引退。
2010年12月以降は「高杉美羽」に改名し、舞台を中心に活動している。

## 人物
異なるプロフィールがいくつかある。
- XCITY プロフィールでは、T:153、B:84・W:58・H:82としている[1]。
- FANZAプロフィールでは、T:153、B:88（Fカップ）・W:58・H:82としている[2]。
- 三田友穂「ブレイクキッス」（1998年）のケース裏面のプロフィールでは、T:153、B:84（C-70）・W:58・H:82としている[3]。

趣味:ゴルフ。
特技:3秒で泣ける事（三田友穂「ブレイクキッス」より）。料理（伊藤千夏「素肌の制服」より）。

## 作品

### アダルトビデオ（オリジナル作品）
三田友穂 名義
1998年
- ブレイク・キッス（2月27日、アリスJAPAN）※AVデビュー作
- love（3月27日、アリスJAPAN）
- もうひとりの君（4月24日、アリスJAPAN）
- 友穂におまかせ（5月26日、アリスJAPAN）
- きっとマタ後で（6月19日、アリスJAPAN）
- とまどい 三田友穂（7月20日、サクセス・ビデオ・コミュニティー）※「ブレイクキッス」を再編集したもの
- 滴の迷路（7月24日、サマンサ）
- プリティワイフ 5（8月21日、セクシア）
- プラトニック・アニマル（9月25日、サマンサ）
- 制服ラヴァーズ 7（10月16日、セクシア）
- クレイジーナイト 倒錯ボディドール（11月21日、サマンサ）
- 告白（12月11日、セクシア）

1999年
- 激唇（1月25日、アトラス21）
- NEO出血大制服 48（2月25日、アトラス21）
- ザ・カゲキ（3月27日、SAMM）
- 口全ワイセツ 27（4月30日、SAMM）
- ときめき淫vitation（5月30日、スーパービッグモーカル）共演:相原涼
  - ときめき淫vitation（2001年11月9日、ビッグモーカル）同タイトルDVD版
- 限界猥褻（6月30日、スーパービッグモーカル）
  - 限界猥褻（2001年11月9日、ビッグモーカル）同タイトルDVD版
- 押し入れの中の少女 お医者さんごっこ（7月9日、ON（ソフト・オン・デマンド））
- あなたに甘えたい（7月10日、アトラス21）
- 銀幕ロリータ・セレナーデ（8月6日、ON（ソフト・オン・デマンド））
- コスプレ淫乱ドール（9月17日、アトラス21）
- Flying Angel Ⅴ（10月1日、Moodys（Mr.プレジデント））
- 着せ替え友穂ちゃん 変態家族の夏休み（10月22日、ON（ソフト・オン・デマンド））
- 開脚姫 禁断の人形遊び（11月22日、AQUA（アクアウェイブ））
- 完全ファイル 三田友穂（12月11日、GRACE）
- 秘液 三田友穂（12月20日、サクセス・ビデオ・コミュニティー）※「滴の迷路」を再編集したもの

2000年
- 唇FUCK!（1月15日、h.m.p）
- Angel（1月26日、アイデアポケット）
- ペルソナ～仮面（1月29日、GRACE）
- 女教師 美肉狩り（2月9日、死夜悪）
- 放課後美少女かたろぐ 18 制服を脱いだ女子高生（3月23日、HIGH-SCHOOL PINK（アイデアポケット））
- 真・伝説崩壊 三田友穂引退。（3月31日、セクシア）※引退作
- Body Stalker 敏感巨乳玩具（4月21日、AQUA（アクアウェイブ））

2001年
- 中出し（1月1日、TOKKAR（MOODYZ））

伊藤千夏 名義
2001年
- なな（6月20日、SODクリエイト SDDC-001）

### アダルトビデオ（主要編集作品）
三田友穂 名義
1998年
- ときめき制服コレクション 三田友穂（12月11日、OFF SIDE）DVD、セクシア作品編集版

1999年
- プリティワイフSPECIAL ボクらのカワイイ若奥様たち（3月12日、トライハートコーポレーション）VHS、全5名
- Gallery（7月21日、ビデオバンク）DVD、SAMM作品編集版
- MORE MAX THE BEST FRIENDS（9月3日、マックス・エー）VHS、全5名
- あなたが選ぶ 制服ラヴァーズ the BEST（11月19日、トライハートコーポレーション SEA-139）VHS、全5名
- 1999 SEXIA セレクション プリティワイフ（11月19日、トライハートコーポレーション）DVD、全5名
- 女神 VOL.1 みなみありす メイファ 三浦あいか 三田友穂 他（12月10日、メディアバンク ARD-013）VHS、全19名
- スーパービッグコレクション 2 ヌカせてくれた女たち（12月15日、ビッグモーカル）VHS、全10名

2000年
- 口全ワイセツのすべて 三田友穂・樹まり子・浅倉舞 ほか（1月7日、h.m.p）
- NEO 出血大制服 スーパーコレクション 7 （3月15日、アトラス21）VHS、全7名
- スーパープリンセス（3月24日、トライハートコーポレーション）DVD、全5名
- バイオレンスFUCK！！5つの暴行事件簿（3月24日、笠倉出版社）DVD、全5名
- ラヴァーズSelection 2（4月28日、メディアバンク）VHS、全7名
- スーパービッグコレクション 240min SPECIAL（5月26日、ビッグモーカル）DVD、全22名
- 口唇美人 2 官能淫らな舌使い（6月28日、メディアバンク）VHS、全16名
- 裏女優 三田友穂・秋本優奈（7月21日、YELLOW BOX）DVD、「開脚姫」収録
- 極 口全ワイセツ カウントダウンスペシャル 樹まり子・小室友里・小沢まどか・三田友穂 ほか（7月21日、h.m.p）多数出演
- GRACE EXPRESS（9月30日、シーツーコーポレーション）VHS、全12名
- CABARET＆CLUB キャバクラ嬢（11月1日、MOODYZ）VHS、全9名
- 巨乳×爆乳 GRAND PRIX 福原園美 川村理沙 大浦あんな 樹まり子 橘ますみ 三田友穂 夢野まりあ（11月9日、クリスタル映像）全7名
- ルネッサンス II 甦る口全ワイセツ（11月10日、h.m.p）DVD、全32名
- 美少女リミテッド（11月24日、クリスタル映像）DVD、全4名
- POLICE セクシーポリスコレクション（12月1日、MOODYZ）DVD、全8名
- ソフト・オン・デマンドおかげさまで5周年記念特選作品集 女優編（12月8日、SODクリエイト）VHS、全39名
- 11人のKiss！Kiss！Kiss！！（12月15日、VIP）VHS、全11名
- 巨乳大噴火 2（12月22日、h.m.p）VHS、全5名
- 激唇Super Vol.2（12月29日、デジタルドリームデベロップメント）DVD、全3名

2001年
- NEO出血大制服完全版 1 若菜瀬奈・三田友穂・青木詩央里・藤谷しおり 他（1月17日、アトラス21）VHS、全22名
- 麗女姦淫秘話 人妻 花芯の香り（1月22日、CINEMAX ASIAN (JUNK) ）DVD、※映画「麗女姦淫秘話 人妻 花芯の香り」のDVD版
- 高級キャバクラ嬢の淫靡な香り（2月9日、ジーオーティー KDD-1）DVD、全8名
- BIGMOKAL DVD ANTHOLOGY 50（3月9日、ビッグモーカル）DVD ※DVD50タイトルから編集 多数出演
- エレクトクイーン10連発 PART4（3月10日、シーツーコーポレーション）VHS、全14名
- NEO 出血大制服 EX（3月23日、アトラス21）DVD、全4名
- ときめきの制服コレクション FINAL 永遠のコスプレアイドルたち（3月23日、トライハートコーポレーション）DVD、全10名
- ボーダレスエンジェル 12人の天使たち（4月20日、アトラス21）VHS、全12名
- dress 魅惑のドレスコレクション（5月1日、ムーディーズ）VHS、全8名
- Madness 三田友穂･つかもと友希（6月15日、トライハートコーポレーション）DVD
- MILLENNIUM vol.2 三田友穂 北原梨奈 上原あやか（7月13日、メディアバンク）DVD、全3名
- THEぶち込み！！ 2 暴走FUCK10連射（8月31日、レイジングカンパニー）VHS、全5名
- 高級キャバクラ嬢の淫靡な香り（10月11日、ジーオーティー）DVD、全8名
- キャバクラ嬢ダイジェスト（12月1日、ムーディーズ）VHS、全8名
- 癒し系ナース 白衣の中身（12月6日、ジーオーティー）DVD、全9名
- BEST FUCK VINTAGE Vol.2 三田友穂・河合もも・新城愛・坂上香（12月15日、アクアウェイブ）DVD、全4名
- OFF SIDE The Best Selection（12月21日、トライハートコーポレーション）DVD、全16名

2002年
- AVアイドルに憧れて（1月17日、ジーオーティー）DVD、全8名
- Vib-Shock ～虜になった女達～（2月14日、ジーオーティー KDD-020）DVD、全8名
- TOHJIRO作品集 1（2月22日、SODクリエイト）DVD、多数出演
- し･よ･う･よ…（3月14日、ジーオーティー）DVD、全6名
- 桃乳娘。（4月11日、ジーオーティー）DVD、全7名
- TOHJIRO作品集 3（6月21日、SODクリエイト）DVD、多数出演
- A.I. ATLAS INTEGRAL（6月21日、アトラス21）DVD、全50名
- 死夜悪 THE BEST 19 女教師セレクト 4（8月8日、アタッカーズ）DVD、全3名
- The Best of Angel Girl 三浦あいか×三田友穂（11月8日、アイデアポケット）DVD
- Atlas Adult Actress Vol.3 17人の謝激祭（11月12日、アトラス21）DVD、全17名
- ロリータ倶楽部 第1巻 三田友穂 河合美奈（12月6日、SODクリエイト）DVD
- アリスJAPAN 2003（12月13日、アリスJAPAN）DVD、全24名

2003年
- ロリータ倶楽部 第2巻 三田友穂 杉本さやか（1月23日、SODクリエイト）DVD
- Blue File（1月24日、サマンサ）DVD、「滴の迷路」「プラトニック・アニマル」「クレイジーナイト」収録
- Angel HYPER バニーガール編（7月8日、アイデアポケット）DVD、全5名
- 死夜悪アンソロジー 4（9月8日、アタッカーズ）DVD、全26名
- ノーカット4時間! 三田友穂（9月19日、アリスJAPAN）DVD、※「ブレイク・キッス」「love」「もうひとりの君」「友穂におまかせ」を収録
- THE オヤジFUCK（10月18日、SODクリエイト）VHS、全13名
- セレブアイドル無差別レイプ19人（12月12日、イエローボックス）DVD、全19名
- 近親相姦作品集（12月20日、SODクリエイト）DVD、全13名
- LOVELY GIRLS 1（12月20日、ゼロコーポレーション）DVD、全5名

2004年
- 卑蜜 三田友穂（1月10日、Taste of Honey（チャンネル・ヴィ））DVD、インディーズ素材編集版
- 女神の淫欲 BEST 三田友穂 瞳リョウ 秋本優奈 倉持茜（2月11日、AQUA DAQA-001）DVD、全4名
- NEO出血大制服ノーカット Vol.11（4月30日、アトラス21）DVD、全4名
- 口全ワイセツ BEST 2（5月21日、h.m.p KSV-6）VHS、全21名
- 口全ワイセツ BEST 4時間（7月10日、ビデオバンク BNDV-213）DVD、全42名
- おっぱいコレクション おぱーいがいぱーいの240min（8月19日、SODクリエイト）DVD、全30名
- 死夜悪 The Best 33 女教師セレクト 5（9月8日、アタッカーズ）DVD、全8名
- 懐エロ 三田友穂（11月19日、エクストリージョン）DVD、インディーズ素材編集版
- ク・チ・ビ・ル 三田友穂 若菜瀬奈（12月24日、ベスト・パートナーズ）DVD

2005年
- [美少女] 友穂（4月10日、マジモン）DVD、インディーズ素材編集版
- ちびっこAVアイドル50人4時間（4月10日、ビデオバンク）DVD、全50名

2006年以降
- 裏AV女優名鑑（2006年1月25日、アウトビジョン UAKL-001）DVD、全11名
- 三田友穂 HISTORY（2006年7月26日、アトラス21）DVD ※「激唇」「NEO出血大制服」を収録
- GOLDEN TICKET 3（2007年9月1日、A-BOX）DVD、全4名
- 流出AVアイドルシリーズ Vol.7（2007年11月19日、A-BOX）DVD、全6名
- 流出AVアイドルシリーズ vol.9（2007年12月19日、A-BOX）DVD、全6名
- 完全限定生産 SOFT ON DEMAND ClassicBox Platinum 笠木忍、金沢文子、彩名杏子、桜菜々、三田友穂、樹若菜、森下くるみ、長瀬愛、堤さやか、宝来みゆき（2008年10月9日、SODクリエイト）DVD、全10名
- 超豪華有名女優のコスプレFUCKコレクション（2008年11月25日、アウトビジョン HWWX-001）DVD、全14名
- ATTACKERS 女優名鑑 4（2009年2月7日、アタッカーズ）DVD、全7名
- 黄金伝説 三田友穂の原点（2010年4月23日、マックス・エー）DVD ※「滴の迷路」「プラトニックアニマル」「クレイジーナイト」を収録
- 逆輸入 2010年過激無●正映像集ー女優編ー 野坂なつみ あいだもも 五十嵐こずえ 三田友穂 ほか（2010年10月7日、AVマーケット）DVD、全12名
- 白衣天使密室ナマ調教 2 小谷愛香 木原りんご 葉月ゆうな 玲奈 三田友穂 ほか（2012年11月27日、アヴァ）DVD、全7名

発売年不明
- 三田友穂のマル秘ビデオ（りきまん NO-1169）DVD
- 爆乳プリンセス 三田友穂 美輪はるな 木下まこ じゅんな（AQUA DAQA-28）DVD、全4名
- 限界絶叫 三田友穂 三輪はるな・風間麻衣（AQUA DAQA-17）DVD、全3名
- 裏 A級女優伝説 弐 瞳リョウ 三田友穂・秋本優奈・倉持茜（GOD DASG-2）DVD、全4名

### アダルトビデオ（無修正）
- サムライポルノ VOL.7 三田友穂（2006年10月27日、サムライポルノ）
- サムライポルノ スペシャルエディション 三田友穂、夕樹舞子、瞳リョウ、美輪はるな、マミー宮本、高橋裕香、樹まり子、きららかおり（2007年5月10日、サムライポルノ）

### イメージビデオ
伊藤千夏 名義
- 素肌の制服 美少女EROS恋写館50（1998年12月5日、英知出版 BEV72-76）
- ANOTHER FACE（2000年?、Natural Beauty (レイディックス）NB-13）
- アカルイハダカ/digi+KISHIN DVD 水元ゆうな Miko 伊藤千夏 ほか（2003年8月18日、ポニーキャニオン PCBE-50659）全12名 ※アイドルDVD

### 実写ゲーム
三田友穂 名義
- 召使いコレクション 生フィギュア 5 三田友穂（2002年7月12日、スパイスソフト）CD-ROM版
- 生フィギュア 伍号機 三田友穂（2002年12月5日、スパイスソフト）DVD版

## 出演

### 映画
伊藤千夏 名義
- 日本極道史 野望の軍団（1999年1月16日、ミュージアム）監督:石原興 岩清水昌弘 [6]
- 日本極道史 野望の軍団 2（1999年5月21日、ミュージアム）監督:石原興 岩清水昌弘 [7]
- 麗女姦淫秘話 人妻 花芯の香り（原題:千禧金瓶梅 之 迷姦武二郎、2000年制作、香港映画、監督:葉天行）主演:大崎成美 共演:朝倉まりあ ※日本では劇場未公開、2001年DVD発売 [8]

### オリジナルビデオ
三田友穂 名義
- 七人の女（1999年2月28日、Vアダルトシネマ（銀河映像））監督:笠井雅裕 主演:キューティー鈴木

伊藤千夏 名義
- はやく起きてヨ!（1998年2月21日、ミュージアム）監督:坂本太 - 主演 [9]
- 日本極道史 仁義絶叫（松竹） - フユコ 役
  - 日本極道史 仁義絶叫（1999年1月21日）監督:岩清水昌弘 [10]
  - 日本極道史 仁義絶叫2 修羅の仁義（1999年8月21日）監督:辻裕之 [11]
  - 日本極道史 仁義絶叫3 仁義関東嵐（1999年9月21日）監督:辻裕之 [12]
  - 日本極道史 仁義絶叫4 仁義の挽歌（2000年2月21日）監督:白井政一 [13]
  - 日本極道史 仁義絶叫5 修羅の墓場（2000年3月21日）監督:白井政一 [14]
- なな（2001年6月20日、SODセルシネマ）
- 特攻会社員 リーマン（2001年10月21日、インターフィルム）監督:門奈克雄 [15]
- ラブホテル 夜に咲く花 第2話（2001年12月8日、レジェンド・ピクチャーズ）監督:成田裕介 久保寺和人 ※2話のオムニバス 第1話「専業主婦・由美子の場合/MIKU」 第2話「同窓会・小春の場合/伊藤千夏」 [16]
- 高校教師 引き裂かれた聖身（2002年1月25日、ENGEL）監督:松谷卓哉 - 主演 [17]
- 看護婦女子寮 秘められた日記（2002年5月10日、レジェンド・ピクチャーズ）監督:片岡修二 - 主演 [18]
- 隠忍術 しのび（2002年6月14日、ケイエスエス）監督:千葉誠治 谷垣健治 主演:小沢真珠 [19]
- 個人情報 ファイルデータ（職業別）高校教師 23歳・女性（2002年6月21日、ENGEL）監督:服部光則 主演:中内菜摘 [20]
- 無間地獄 凶悪金融道（2003年1月10日、東映VCINEMA）監督:池田敏春 [21]
- 無間地獄 凶悪金融道 2（2003年3月14日、東映VCINEMA）監督:池田敏春 [22]
- 背徳の香（配信販売のみ）（2003年、ソワールシネマ）監督:山村淳史 - 主演 [23]
- 岸和田少年愚連隊 カオルちゃん最強伝説 番長足球（2003年、松竹）監督:宮坂武志 - 新地の女 役 [24]
- 闇武者（2004年1月25日、ミュージアム）監督:福岡芳穂 - 牛若丸 役 [25]
- エリ 従姉関係（2004年3月12日、KSS ME.）監督:福岡芳穂 [26]
- めざせ金メダル!! 新体操物語 ライバル登場（2004年5月21日、オンリー・ハーツ/カレス・コミュニケーションズ）監督:田村孝之 主演:小森未来  [27]
- 牝牌(メスパイ) 嵌められた女雀士（2004年10月29日、レジェンド・ピクチャーズ）監督:片岡修二 - 主演 [28]
- 修羅の血（2004年11月25日、ミュージアム）監督:望月六郎 [29]
- ワル 序章2（2004年11月25日、ジーピー・ミュージアム）監督:中田圭 - 晴美 役 [30]
- 高校教師 欲情する聖女たち（2004年12月1日、ENGEL）監督:松谷拓哉 他 ※6話のオムニバス 「高校教師」シリーズの総集編 [31]
- 実録 新選組（2006年2月25日、ミュージアム）監督:辻裕之 - 明里 役 [32]

高杉美羽 名義
- 後藤理沙 幻想クノイチ忍法帖（2013年6月19日、アウトビジョン） - くノ一 アカネ 役

### テレビドラマ
伊藤千夏 名義
- めぐり逢い 第10話 あの頃のように（1998年6月12日、TBS・金曜ドラマ）
- 天国に一番近い男 第1期 MONOカンパニー編 第2話 1999年1月15日午前10時30分までに露崎小春とキスできなかったら即死亡（1999年1月15日、TBS）
- 救命救急センター 第1作 殴られて意識不明の男 失踪中の夫と断定した2人の妻が語る真実（2000年7月18日、日本テレビ・火曜サスペンス劇場）
- いなか刑事の退職捜査日誌 第1作 盗撮ビデオ殺人事件（2001年5月30日、テレビ東京 BSジャパン・女と愛とミステリー）- 陶美鈴 役
- ナイトホスピタル〜病気は眠らない〜 第8話 私が乳ガン!?（2002年12月2日、日本テレビ系）
- 混浴露天風呂連続殺人 第22作 東京〜長崎〜雲仙 温泉デカの名推理！島原の子守唄に秘められた謎（2002年12月21日、テレビ朝日・土曜ワイド劇場）- 混浴専門学校生 役
- マルサ!!東京国税局査察部 第2話 カリスマ美容整形女医の裏顔（2003年4月15日、フジテレビ系）

### 中国香港のテレビドラマ
伊藤千夏 名義
- 千禧金瓶梅（香港）李師師 役（2000年）
- 香帥伝奇（香港）聶小倩 役（2001年）
- 王昭君外伝（香港）楊玉環 役（2009年）

### 舞台
高杉美羽 名義
- 「愛の讃歌」（2011年4月5日～5月5日、ルテアトル銀座）作・演出・美術・衣装:美輪明宏 [33]
- NPO WOMEN'S「AKEGARASU―明烏 転生」（2016年1月14日 - 1月20日、座・高円寺1） [34]
- 「潜入秘密探偵」（2018年8月2日 - 8月5日、新宿シアター・ミラクル） [35]
- Yプロジェクト「白虎隊 獅子たちの什の掟」（2018年9月27日 - 9月30日、渋谷区文化総合センター 伝承ホール）  [36]
- シアターバイキング「DONZOKO」（2021年7月27日 – 8月1日、萬劇場） [37]

その他

## 書籍

### 写真集
伊藤千夏名義
- TEARS（1998年4月10日、ぶんか社、撮影：斉木弘吉）ISBN 4821122227
- アサヒ芸能スペシャル naughty! 美女は淫らである。 若菜瀬奈 美輪はるな 桜井風花 小室友里 葵みのり 伊藤千夏 ほか（2000年1月20日、徳間書店、撮影：伴田良輔）全10名 ISBN 9784197100880
- CAT（2000年12月25日、笠倉出版社、撮影：竹内彩）ISBN 4773009675
- らびっと u.s. PLAYBOY's eye 草凪純 夢野まりあ 及川奈央 伊藤千夏 ほか（2002年2月20日、メディアックス）ISBN 9784896136784

### 雑誌
伊藤千夏 名義
- WOoooo! ウォー! 1998年5月号（マガジン・マガジン）
- WOoooo!ウォー!B組 1998年8月号（マガジン・マガジン）
- Magazine Bang 1998年5月号（マガジン・マガジン）
- 宝島 1998年5月27日号（宝島社）
- ACTRESS 1998年06月号（リイド社）
- ザ・ベスト MAGAZINE 1998年6月号、1999年8月号、2000年6月号、12月号（ベストセラーズ）
- URECCO 1998年7月号、8月号、1999年3月号（ミリオン出版）
- ビデオボーイ 1998年7月号、10月号（英知出版）
- アップル通信 1998年7月号（三和出版）
- ビデ王 1998年7月号（笠倉出版社）
- PHOTO SHOT Vol.32（1998年8月25日、英知出版）
- GOKUH 1998年8月号、10月号（英知出版）
- ザ・ベストMAGAZINE Special 1998年11月号（ベストセラーズ）
- more PAW 1998年11月号（ベストセラーズ）
- CD-ROM ACTRESS Vol.8（1998年11月1日、リイド社）※CD2枚付
- Bejean 1999年7月号（付録:伊藤千夏等身大ポスター）、2000年6月号（英知出版）
- JUNK SHOP Vol.27 1999年8月号（表紙）（心交社）
- ageru やさしくしてあげる 1999年10月号（表紙）（平和出版）
- PHOTO SHOT DX VOL.2 川村ひかる 幸田まいこ 伊藤千夏 堀越のり 夢野まりあ ほか（2000年1月15日、英知出版）
- Dokiッ! ドキッ! 2000年5月号（竹書房）
- SHARK Vol.8（2000年7月20日、ベストセラーズ）
- 癒しの女たち（2001年3月1日、平和出版）
- アカルイハダカ シノヤマキシン 週刊ポスト緊急増刊 （2003年8月27日、小学館）
- digi+Girls No.1 digi+KISHIN magazine（2003年9月15日、朝日出版社）

三田友穂 名義
- GOKUH 1998年6月号（英知出版）
- Bejean 1998年6月号、7月号、9月号、1999年1月号（英知出版）
- ビデオ情報 1998年8月号（日本文芸社）
- ベストビデオ 1999年3月号、5月号（三和出版）
- ビデオジャンキーズ 1999年6月号（晋遊舎）
- ビデオ情報 1999年6月30日爽夏増刊号（日本文芸社）
- ビデオメイトDX 1999年10月号（コアマガジン）
- DVD天国 魅惑のAV女優一挙30人出演!（2000年8月25日、サウンドステージ）